# 四须蚕
四须蚕（学名：Maupasia caeca）为盘首蚕科四须蚕属的动物。分布于地中海、印度洋、大西洋、太平洋，包括南海等海域，属于广温性世界分布。